# Jean Grandidier
Pour les articles homonymes, voir Grandidier.
Jean Grandidier, né le 6 juillet 1917 à Châtel-sur-Moselle et mort le 15 octobre 2004 à Nancy, est un footballeur français des années 1930 et 1940. Il a connu une brève carrière d'entraîneur.

## Biographie
Jean Grandidier joue dans sa jeunesse à Thaon-les-Vosges, en cachette de son père qui ne voulait pas le voir pratiquer de sport.
En 1937, il joue au FC Nancy (équipe professionnelle), tout en continuant à travailler à la SNCF, comme employé de bureau, fonction qu’il occupera tout au long de sa carrière professionnelle.
Il effectue son service militaire à la base aérienne d'Essey lès Nancy.
Il gagne la Coupe de France en 1944 avec l’équipe fédérale Nancy-Lorraine qui compte alors sept joueurs du FC Sochaux dans ses rangs (4 – 0 contre Reims-Champagne).
Il joue sous les couleurs du FC Nancy en première division de 1946 à 1950, puis devient entraîneur de l’équipe amateur du FC Nancy de 1950 à 1953, entraîneur de Jarville en 1953-1954, avant de terminer sa carrière au FC Eloyes, entraîné par son cousin Albert Laurent.

## Palmarès
- Coupe de France
  - Vainqueur en 1943-1944

- Championnat de France de D2
  - Champion en 1945-1946